# السنة للمروزي (كتاب)
كتاب السنة للمروزي كتاب من تأليف محمد بن نصر المروزي (ت: 294 هـ). يسوق مروياته بالإسناد عن شيوخه وهم في هذا الكتاب نحو ثلاثين شيخاً، وهم من شيوخه في بعض كتبه المطبوعة، بل إن بعض المرويات إسناداً ومتناً هم في هذا الكتاب، وفي كتبه الأخرى. لهذا فإن نسبة هذا الكتاب للمروزي محل إجماع ولن يحسّ الناظر بأثرٍ ولا أثارةٍ تخرم هذا الإجماع.

## موضوع الكتاب
هذا الكتاب ألفه محمد بن نصر المروزي لبيان السنّة وبيان التمسك بها ولزومها وأيضا بيان موقف السنّة في الشريعة الإسلامية وخصوصا مع القرآن. إلا أنه سقطت من مقدمته أو من أوله ورقتان من المخطوط الأصلي ولذلك عند قراءة الكتاب نجد أنه يدخل في عرض الكلام دون أن يبين شيئا من مقدمته وأيضا نلمس من كلامه أنه يتعلق بكلام سابق.

## طبعات الكتاب
هناك عدة طبعات لهذا الكتاب. طبعة قديمة جدا طبعت في الهند أو بباكستان والطبعة المشهورة الطبعة التي طبعت بمؤسسة الكتب الثقافية طبعها وحققها أبو محمد سالم بن أحمد السلفي طبعت عام 1408 هـ. وهي أشهر الطبعات عند أهل العلم من حيث التعامل بصرف النظر عن الجودة، وهناك طبعتان منها طبعة البصيري وطبعة الشذل لكن طبعة الشذل طبعها في قسمين الاعتصام بالكتاب والسنّة للخزاعي وطبعها باسم السنّة لمحمد بن نصر المروزي وسبب طبعه الكتاب بهذين العنوانين لأنه وجد على المخطوطة هذان الاسمان، والصواب هو اسم السنّة للمروزي.